# The Serpentine
The Serpentine ist ein ca. 11 Hektar großer See in London. Er liegt größtenteils im Hyde Park, das Nordende gehört zu den Kensington Gardens. Der West Carriage Drive (The Ring), der auch die Grenze der beiden Parks bildet, überbrückt den See. Der Serpentine entstand 1730 auf Anordnung von Königin Caroline, Frau Georgs II., durch Stauen des Flusses Westbourne.

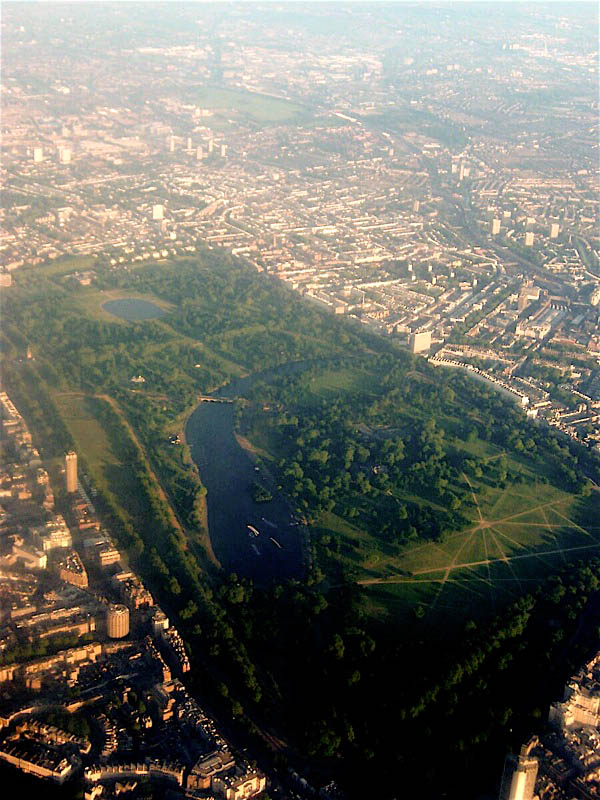
Luftbild des Hyde Park mit der Serpentine

Der Serpentine hat den Namen aufgrund seiner gebogenen Form erhalten. Das Nordende des Sees ist naturbelassen und Lebensraum verschiedener Wasservögel. Der Ostteil ist offen für verschiedene Freizeitaktivitäten wie schwimmen, rudern oder auch angeln. Die Serpentine Road entlang dem Nordufer ist beliebt bei Inline-Skatern und Joggern. Zwei Restaurants und andere Erholungseinrichtungen befinden sich am Seeufer. 2024 betrug die Besucherzahl etwa 221.000 Personen.
In der Nähe des Sees befindet sich in einem klassizistischen Gebäude die vom Arts Council of Great Britain unterhaltene Serpentine Gallery, in der Ausstellungen von international bekannten Künstlern und Bildhauern stattfinden. The Serpentine war hier namensgebend für die einen Außen- und einen Innenbereich umfassende Galerie.
Gelegentlich wird The Serpentine für Sportereignisse genutzt. Im Jahr 2002 fanden die World Rowing Sprints, ein Ruderwettbewerb, statt. Bei den Olympischen Spielen 2012 fanden im See das Schwimmen der Triathlonwettbewerbe sowie die Wettbewerbe im Freiwasserschwimmen statt.